# 百色螺序草
百色螺序草（学名：Spiradiclis baishaiensis）为茜草科螺序草属下的一个种。

## 扩展阅读
- 維基物種上的相關：百色螺序草